# كيمبرلي ميتز
كيمبرلي ميتز (بالإنجليزية: Kimberly Metz)‏ هي مصورة أمريكية، ولدت في القرن العشرين في بيسمو بيتش في الولايات المتحدة.